# Gursahaiganj
Gursahaiganj è una suddivisione dell'India, classificata come municipal board, di 35.752 abitanti, situata nel distretto di Kannauj, nello stato federato dell'Uttar Pradesh. In base al numero di abitanti la città rientra nella classe III (da 20.000 a 49.999 persone).

## Geografia fisica
La città è situata a 27° 7' 0 N e 79° 43' 0 E e ha un'altitudine di 145 m s.l.m..

## Società

### Evoluzione demografica
Al censimento del 2001 la popolazione di Gursahaiganj assommava a 35.752 persone, delle quali 18.943 maschi e 16.809 femmine. I bambini di età inferiore o uguale ai sei anni assommavano a 6.122, dei quali 3.279 maschi e 2.843 femmine. Infine, coloro che erano in grado di saper almeno leggere e scrivere erano 18.000, dei quali 10.769 maschi e 7.231 femmine.